# Hearst Island
Hearst Island (norska: Hearstøya) är en ö utanför Antarktiska halvöns östra sida. Argentina, Chile och Storbritannien gör anspråk på området.